# Claud (Alabama)
Claud ist ein gemeindefreies Gebiet im Elmore County im Bundesstaat Alabama in den Vereinigten Staaten.

## Geographie
Claud liegt im Osten Alabamas im Süden der Vereinigten Staaten.
Nahegelegene Orte sind unter anderem Eclectic (4 km nordöstlich), Wetumpka (10 km westlich), Blue Ridge (11 km südwestlich), Burlington (12 km östlich) und Tallassee (12 km östlich). Die nächste größere Stadt ist mit 205.000 Einwohnern die etwa 19 Kilometer südwestlich entfernt gelegene Hauptstadt Alabamas, Montgomery.

## Geschichte
1894 wurde ein Postamt gegründet.

## Verkehr
Claud liegt unmittelbar an der Alabama State Route 14, zudem befindet sich hier das südliche Ende der Alabama State Route 63. 11 Kilometer westlich besteht Anschluss an den U.S. Highway 231.
24 Kilometer westlich befindet sich der Wetumpka Municipal Airport, 18 Kilometer östlich außerdem der mittlerweile geschlossene Tallassee Airport.